# Martincourt (Meurthe-et-Moselle)
Pour les articles homonymes, voir Martincourt.
Martincourt est une commune française située dans le département de Meurthe-et-Moselle, en région Grand Est.

## Géographie

### Localisation
Village situé dans une vallée, au pied d'une côte élevée, près de l'Esche, à 6 km de Domèvre-en-Haye à 24 km de Toul et 29 de Nancy. 

Fig. 1 - Martincourt (ban communal).

D’après les données Corine land Cover, le ban communal de 1070 hectares comportait en 2011, 50,5 % de zones agricoles, 41 % de forêts et 8 % de prairies. Le territoire communal est arrosé par le ruisseau d'Esche sur presque 6 km. Martincourt se situe en petite Suisse Lorraine qui désigne un périmètre qui englobe cinq village : Griscourt, Gézoncourt, Martincourt Rogéville et Villers-en-Haye.

### Hydrographie

#### Réseau hydrographique
La commune est dans le bassin versant du Rhin au sein du bassin Rhin-Meuse. Elle est drainée par le ruisseau d'Esche,.
L'Esch, d'une longueur de 46 km, prend sa source dans la commune de Geville et se jette  dans la Moselle à Blénod-lès-Pont-à-Mousson, après avoir traversé 19 communes. Les caractéristiques hydrologiques de l'Esch sont données par la station hydrologique située sur la commune de Jezainville. Le débit moyen mensuel est de 1,38 m3/s. Le débit moyen journalier maximum est de 34,9 m3/s, atteint lors de la crue du 26 mai 1983. Le débit instantané maximal est quant à lui de 37,3 m3/s, atteint le même jour.

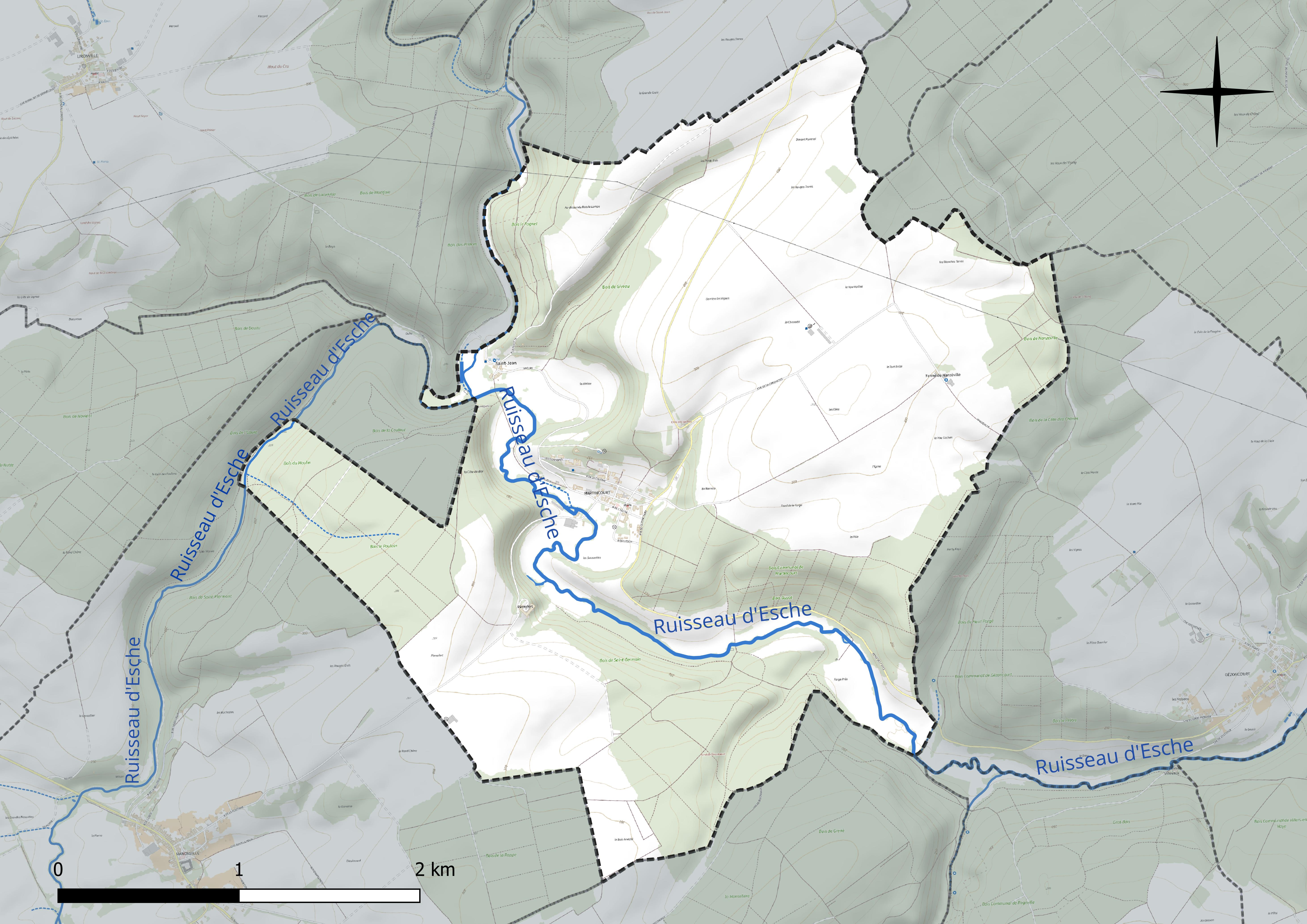
Réseau hydrographique de Martincourt.

#### Gestion et qualité des eaux
Le territoire communal est couvert par le schéma d'aménagement et de gestion des eaux (SAGE) « Rupt de Mad, Esch, Trey ». Ce document de planification concerne les bassins versants du Rupt de Mad, de l’Esch et du Trey. Le périmètre a été arrêté le 2 juin 2014, la commission locale de l'eau (CLE) a été créée le 20 juin 2017, puis modifiée le 26 mars 20210. La structure porteuse de l'élaboration et de la mise en œuvre est le Parc naturel régional de Lorraine. 
La qualité des cours d’eau peut être consultée sur un site dédié géré par les agences de l’eau et l’Agence française pour la biodiversité. 

### Climat
Pour des articles plus généraux, voir Climat du Grand Est et Climat de Meurthe-et-Moselle.
En 2010, le climat de la commune est de type climat des marges montargnardes, selon une étude du Centre national de la recherche scientifique s'appuyant sur une série de données couvrant la période 1971-2000. En 2020, Météo-France publie une typologie des climats de la France métropolitaine dans laquelle la commune est dans une zone de transition entre le climat océanique altéré et le climat océanique altéré et est dans la région climatique  Lorraine, plateau de Langres, Morvan, caractérisée par un hiver rude (1,5 °C), des vents modérés et des brouillards fréquents en automne et hiver. 
Pour la période 1971-2000, la température annuelle moyenne est de 9,5 °C, avec une amplitude thermique annuelle de 16,8 °C. Le cumul annuel moyen de précipitations est de 848 mm, avec 12,7 jours de précipitations en janvier et 9,1 jours en juillet. Pour la période 1991-2020, la température moyenne annuelle observée sur la station météorologique de Météo-France la plus proche, « Nonsard », sur la commune de Nonsard-Lamarche à 16 km à vol d'oiseau, est de 10,7 °C et le cumul annuel moyen de précipitations est de 690,8 mm. 
La température maximale relevée sur cette station est de 40,1 °C, atteinte le 25 juillet 2019 ; la température minimale est de −17 °C, atteinte le 1er mars 2005,,. 
Les paramètres climatiques de la commune ont été estimés pour le milieu du siècle (2041-2070) selon différents scénarios d'émission de gaz à effet de serre à partir des nouvelles projections climatiques de référence DRIAS-2020. Ils sont consultables sur un site dédié publié par Météo-France en novembre 2022.

## Urbanisme

### Typologie
Au 1er janvier 2024, Martincourt est catégorisée commune rurale à habitat dispersé, selon la nouvelle grille communale de densité à sept niveaux définie par l'Insee en 2022.
Elle est située hors unité urbaine. Par ailleurs la commune fait partie de l'aire d'attraction de Nancy, dont elle est une commune de la couronne,. Cette aire, qui regroupe 353 communes, est catégorisée dans les aires de 200 000 à moins de 700 000 habitants,.

### Occupation des sols
L'occupation des sols de la commune, telle qu'elle ressort de la base de données européenne d’occupation biophysique des sols Corine Land Cover (CLC), est marquée par l'importance des territoires agricoles (59,1 % en 2018), une proportion identique à celle de 1990 (59,1 %). La répartition détaillée en 2018 est la suivante : terres arables (47,5 %), forêts (36,9 %), prairies (8,4 %), milieux à végétation arbustive et/ou herbacée (4 %), zones agricoles hétérogènes (3,1 %). L'évolution de l’occupation des sols de la commune et de ses infrastructures peut être observée sur les différentes représentations cartographiques du territoire : la carte de Cassini (XVIIIe siècle), la carte d'état-major (1820-1866) et les cartes ou photos aériennes de l'IGN pour la période actuelle (1950 à aujourd'hui).

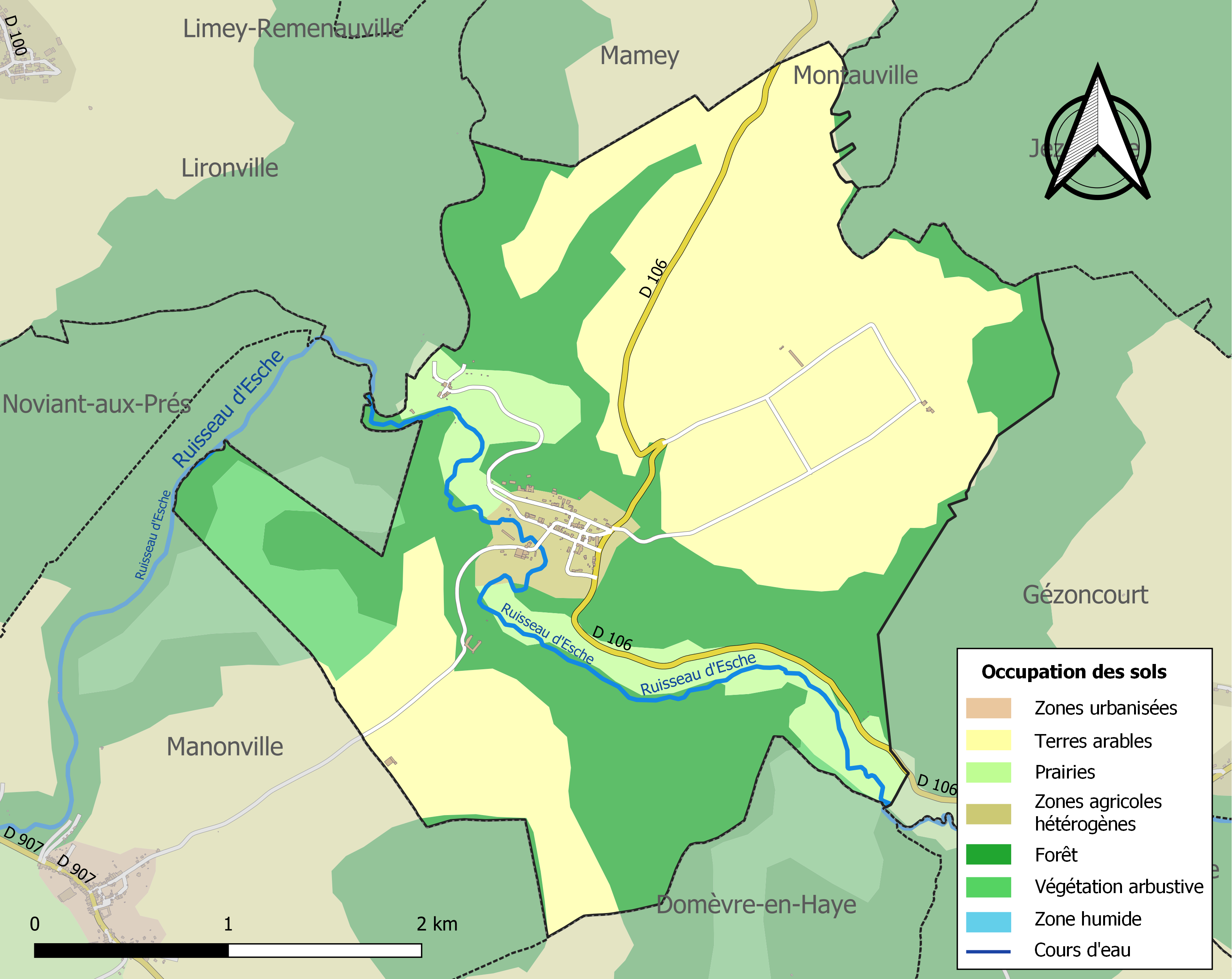
Carte des infrastructures et de l'occupation des sols de la commune en 2018 (CLC).

## Toponymie
Le nom de la localité est attesté sous les formes : Alodium de Martincurt. XIIe siècle cartulaire de Rengéval. Martincort. 1304. Trésor des Chartes. Domaine de Pont-à-Mousson. Mairtincourt. 1315. Ibid. Fiefs de Nancy. Mertincourt-desous-Pierefort. 1344. Ibid. Pierrefort. Martinicuria. 1402. Registrum. Mertincourt. 1421. Domaine de l'Avant-Garde. Martincourt, Martinicurtis. 1710. Pouillé du diocèse de Toul.

Le premier élément Martin- représente effectivement le nom de personne Martin qui, bien qu'il soit devenu le patronyme le plus commun globalement en France, n'a jamais particulièrement servi de nom de baptême au Moyen Âge. Le nom de Martincourt est formé sur le prénom Marti(n) et le substantif cortem « le domaine de Martin », d'où l'usage de la forme latinisée Martini Curia ou Curtis.

### Ecarts et lieux-dits
La Gloriette, Nanzéville et Gomoulin sont indiqués dès 1544 comme dépendances du château de Pierrefort. H. Lepage cite un autre nom d'écart : Lajue, ainsi que les hameaux Saint-Jean et de Pierrefort.

## Histoire
Le répertoire archéologique du comte Beaupré signale la découverte d’artefacts sans en préciser une datation, ce qui indique toutefois une occupation ancienne du territoire communal :
« Au Champ la biche, au Bateau poirier et au Fourneau fontaine, débris de constructions avec tuiles à rebord et meules » Au XXe siècle, d'autres artefacts datés de l'époque romaine sont signalés associés aux sites du château de Pierrefort et au hameau Saint-Jean.

### Moyen Âge

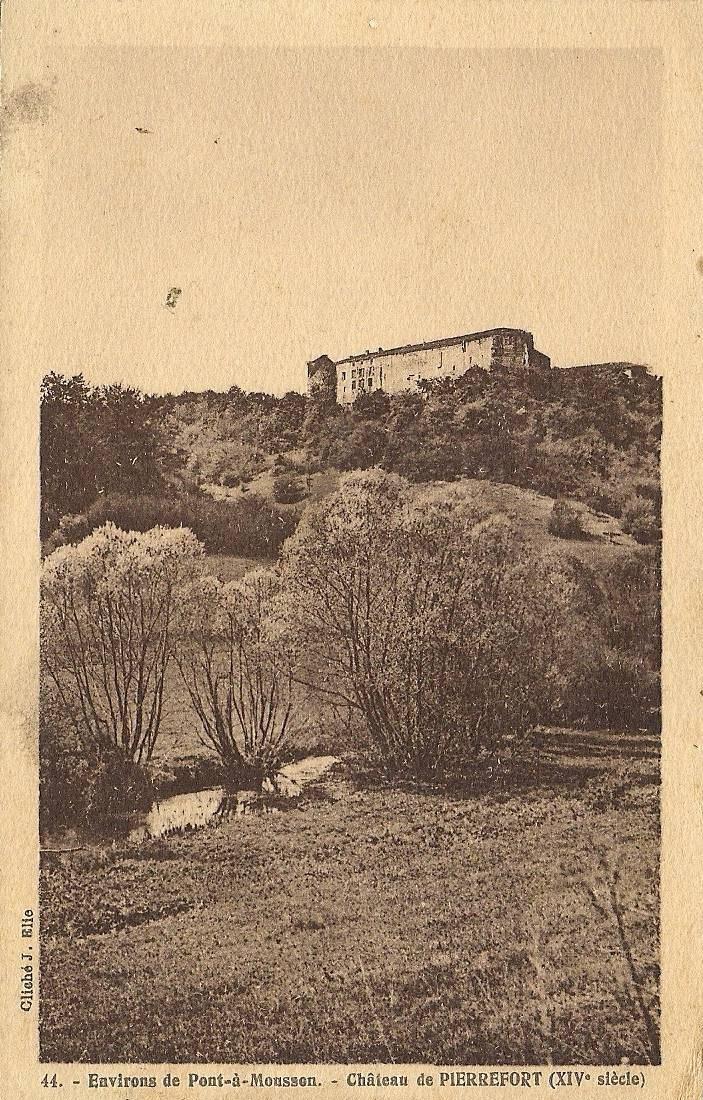
Martincourt, le château, carte postale ancienne.

Une bonne partie de l'Histoire du bourg est liée au château de Pierrefort à partir de 1306,
Château fondé en 1306 par Pierre de Bar.- Pris par les Bourguignons au XVe. - Donjon rasé par le duc de Lorraine en 1474.- Démantelé au XVIIe.

toutefois H. Lepage cite une preuve de l'existence du bourg vers les années 1150 aux termes d'un acte historique : 
« Une charte d'Henri de Lorraine, évêque de Toul (1127-1168), rapporte un  échange fait entre l'abbé de Rangéval et celui de Saint-Mansuy, du bien de Varinchanois contre certains champs situés dans l'alleu de Martincourt (in alodio de Martincurt), lesquels avaient été donnés à l'abbaye de Saint-Mansuy par Lambert de Toul » 
La seigneurie de Pierrefort comprenait en 1594, seize hameaux ou villages : dont Mamey et Martincourt en 1619 sous le dernier seigneur, marquis d'Heudicourt.

### Époque contemporaine
Village ayant participé au théâtre des opérations de la Première Guerre mondiale
« En janvier 1918, après de sérieux préparatifs, un parc à matériel et un poste météorologique sont installés entre Martincourt et Manonville en vue d'une opération envisagée pour le 16 février 1918 »
- Village incendié par les troupes allemandes en retraite en 1944.

## Politique et administration
| Période                                  | Période                      | Identité                                       | Étiquette | Qualité             |
| ---------------------------------------- | ---------------------------- | ---------------------------------------------- | --------- | ------------------- |
| Les données manquantes sont à compléter. |                              |                                                |           |                     |
| avant 1988                               | 2001                         | Guy Delaire                                    | DVD       |                     |
| mars 2001                                | mars 2008                    | Emmanuel Aresi                                 |           |                     |
| mars 2008                                | En cours (au 3 juillet 2020) | Patrice Poirel, Réélu pour le mandat 2020-2026 |           | Employé de commerce |

Par arrêté préfectoral de la préfecture de la région Grand-Est en date du 9 décembre 2022, la commune de Martincourt a intégré l'arrondissement de Nancy au 1er janvier 2023.

## Population et société

### Démographie
L'évolution du nombre d'habitants est connue à travers les recensements de la population effectués dans la commune depuis 1793. Pour les communes de moins de 10 000 habitants, une enquête de recensement portant sur toute la population est réalisée tous les cinq ans, les populations de référence des années intermédiaires étant quant à elles estimées par interpolation ou extrapolation. Pour la commune, le premier recensement exhaustif entrant dans le cadre du nouveau dispositif a été réalisé en 2004.

En 2022, la commune comptait 91 habitants, en évolution de −6,19 % par rapport à 2016 (Meurthe-et-Moselle : −0,13 %, France hors Mayotte : +2,11 %).
| 1793 | 1800 | 1806 | 1821 | 1831 | 1836 | 1841 | 1846 | 1851 |
| ---- | ---- | ---- | ---- | ---- | ---- | ---- | ---- | ---- |
| 255  | 262  | 303  | 293  | 295  | 320  | 315  | 288  | 296  |

| 1856 | 1861 | 1872 | 1876 | 1881 | 1886 | 1891 | 1896 | 1901 |
| ---- | ---- | ---- | ---- | ---- | ---- | ---- | ---- | ---- |
| 291  | 279  | 256  | 239  | 212  | 208  | 203  | 205  | 188  |

| 1906 | 1911 | 1921 | 1926 | 1931 | 1936 | 1946 | 1954 | 1962 |
| ---- | ---- | ---- | ---- | ---- | ---- | ---- | ---- | ---- |
| 198  | 165  | 135  | 127  | 127  | 130  | 82   | 115  | 87   |

| 1968 | 1975 | 1982 | 1990 | 1999 | 2004 | 2006 | 2009 | 2014 |
| ---- | ---- | ---- | ---- | ---- | ---- | ---- | ---- | ---- |
| 92   | 77   | 87   | 85   | 76   | 78   | 75   | 91   | 93   |

| 2019 | 2022 | - | - | - | - | - | - | - |
| ---- | ---- | - | - | - | - | - | - | - |
| 94   | 91   | - | - | - | - | - | - | - |

## Économie
Les historiens s'accordent à décrire une économie essentiellement agricole et faiblement viticole, au XIXe siècle :  
« Surf. territ. : 592 hecto en terres lab., 49 en prés, 4 en vignes, 360 en bois. L'hectare semé en blé peut rapporter 8 hectol., en orge et avoine 9, en seigle 6, planté en vignes 15. Chevaux, bœufs, moutons et porcs. »,

### Secteur primaire ouAgriculture
Le secteur primaire comprend, outre les exploitations agricoles et les élevages, les établissements liés à l’exploitation de la forêt et les pêcheurs.
D'après le recensement agricole 2010 du Ministère de l'agriculture (Agreste), la commune de Martincourt était majoritairement orientée sur la polyculture et le poly - élevage (auparavant production de céréales et d'oléagineux ) sur une surface agricole utilisée d'environ 774 hectares (surface cultivable communale) en baisse depuis 1988 - Le cheptel en unité de gros bétail s'est réduit de 270 à 230 entre 1988 et 2010. Il n'y avait plus que 5 exploitations agricoles ayant leur siège dans la commune employant 9 unités de travail.

## Culture locale et patrimoine

### Lieux et monuments

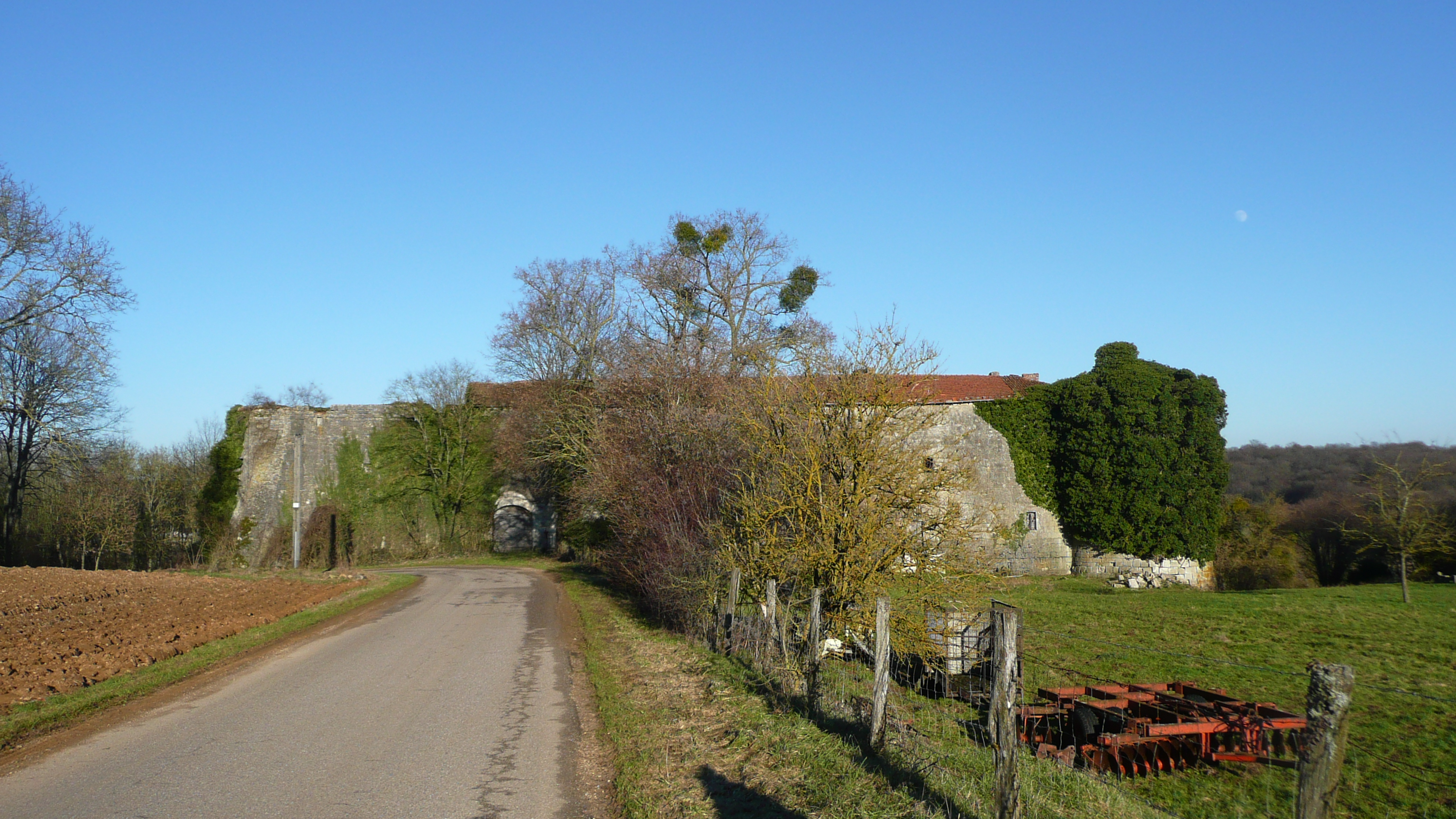
Château de Pierrefort.

- Château de Pierrefort, château fort édifié par Pierre de Bar en 1306, aujourd'hui occupé par une exploitation agricole : restes d'enceinte fossoyée, chemin de ronde couvert, portail porche, tours rondes, bretèche, édifice classé au titre des monuments historiques depuis 1862[40] (48° 50′ 29″ N, 5° 56′ 19″ E).
- Gouffre de la Grimo Santé, 9e plus grande grotte, en matière de développement connu, et 4e plus profonde du département de Meurthe-et-Moselle
- Église Saint-Jean-Baptiste, reconstruite après 1944, de style néo-roman, ornée de vitraux de Gruber.

### Personnalités liées à la commune
Pierre de Bar (1265-1348) seigneur de Pierrefort jusqu'en 1348, fils de Thiébaut II, comte de Bar et de Jeanne de Toucy.

### Héraldique, logotype et devise
| Blason de Martincourt | Blason  | D'or au lion naissant de gueules.                                                                                          |
| Blason de Martincourt | Détails | Ces armoiries sont celles de la maison de Bar-Pierrefort, à l'origine de la construction du château qui domine le village. |